# Le Secret de Peacock
Pour les articles homonymes, voir Peacock.
Pour plus de détails, voir Fiche technique et Distribution.
Le Secret de Peacock (Peacock) est un film américain de Michael Lander, sorti directement en vidéo le 20 avril 2010.

## Synopsis
L'histoire se déroule à Peacock, petite ville du Nebraska, où un employé de banque timoré garde un secret : sa personnalité est divisée en deux et il joue tous les jours le rôle du mari et de sa femme. Il va voir sa vie basculer le jour où un train va venir se crasher dans son arrière cour, révélant par la même occasion qu'une jeune femme y habite... Un bouleversement qui ne sera pas sans conséquences.

## Fiche technique
Sauf indication contraire, les informations mentionnées dans cette section peuvent être confirmées par les bases de données cinématographiques  présentes dans la section « Liens externes ».
- Réalisation : Michael Lander
- Scénario : Ryan O Roy et Michael Lander
- Direction de la photographie : Philippe Rousselot
- Montage : Sally Menke
- Production : Barry Mendel
- Pays de production :  États-Unis
- Genre : thriller
- Durée : 90 minutes
- Dates de sortie en vidéo : 
  - États-Unis : 20 avril 2010
  - France : 2 mai 2012[1]

## Distribution
Sauf indication contraire, les informations mentionnées dans cette section peuvent être confirmées par les bases de données cinématographiques  présentes dans la section « Liens externes ».
- Elliot Page (V. F. : Jessica Monceau) : Maggie (crédité Ellen Page)
- Susan Sarandon (V. F. : Béatrice Delfe) : Fanny Crill
- Cillian Murphy (V. F. : Mathias Kozlowski) : John Skillpa / Emma Skillpa
- Josh Lucas (V. F. : Philippe Valmont) : Officer Tom McGonigle
- Bill Pullman (V. F. : Renaud Marx) : Edmund French
- Keith Carradine (V. F. : Edgar Givry) : Mayor Ray Crill
- Bradley Steven Perry : Young John
- Graham Beckel : Connor Black
- Chris Carlson : Neil
- Jaimi Paige : Wanda
- Virginia Newcomb (V. F. : Julia Boutteville) : Doris
- Paul Cram : Kenny
- Zoe Pappas
- Todd Thompson : Barman

Source et légende : Version française (V. F.) sur RS Doublage et Allodoublage,

## Autour du film
- Elliot Page et Cillian Murphy se retrouveront en 2010 pour Inception.